# Rhododendron obtusum
Rhododendron obtusum là một loài thực vật có hoa trong họ Thạch nam. Loài này được (Lindl.) Planch. miêu tả khoa học đầu tiên năm 1853.